# Cellesche Zeitung
Le Cellesche Zeitung est un journal quotidien allemand local publié à Celle et diffusé dans son arrondissement.

## Histoire
Le Cellesche Zeitung paraît pour la première fois le 2 avril 1817 sous le nom de Zellescher Anzeiger nebst Beiträgen. Au départ, le journal publie uniquement des annonces et des suppléments sur des sujets divertissants et instructifs. Ce n'est pas un journal politique d'actualité, mais un journal de renseignements.
Alors que les imprimeurs Schweiger & Pick n'impriment le journal que la première année, mais que la concession de la publication du journal revient au pasteur Georg Wilhelm Friedrich Beneken, l'année suivante 1818, Schweiger & Pick reprend également la concession de la rédaction du journal. Le journal est toujours aux mains de la famille Schweiger et de ses descendants, la famille Pfingsten.
Indépendamment du manque d'informations actualisées au cours des premières décennies de son existence, la fréquence de publication augmente dans les années 1860 : à partir de 1861, le journal paraît trois fois par semaine et à partir de 1866 quatre fois par semaine. En 1868, l'importance des reportages actuels s'accroît, avec la publication de nouvelles en provenance de la ville de Celle et de la province de Hanovre. Le journal se tourne vers l'actualité. En 1869, le nom est changé en Cellesche Zeitung und Anzeigen (raccourci en Cellesche Zeitung en 1943). Depuis 1881, le journal paraît quotidiennement, à l'exception des dimanches et jours fériés.
Comme d'autres journaux locaux allemands, le Cellesche Zeitung est traditionnellement étroitement liée aux notables de la ville, ce qui lui vaut le statut de journal officiel de la ville et du district de Celle depuis le XIXe siècle. Contrairement au Celler Volkszeitung, un quotidien social-démocrate directement concurrent, le journal, qui soutient fortement le nazisme, n'est pas interdit après la prise du pouvoir en 1933, mais se voit offrir de vastes possibilités de développement aux côtés du Celler Beobachter, l'organe nazi publié depuis 1932.
En 1933, la première pierre d'un nouveau bâtiment d'édition est posée, en 1940 une autre presse rotative (d'occasion) est achetée et en 1942 le Niedersächsische Volkszeitung d'Uelzen est repris.
Lorsqu'en 1943 les éditeurs nazis rachètent le concurrent bourgeois en raison de la pénurie économique provoquée par la guerre dans une grande partie du Reich allemand, le Cellesche Zeitung est fusionné avec le Celler Beobachter nazi. Le Cellesche Zeitung continue à paraître sous le sous-titre Celler Beobachter jusqu'à la venue des troupes britanniques le 11 avril 1945. Il est ensuite publié du 15 avril au 22 juin 1945 sous l'occupation britannique comme un mince journal d'urgence.
L'influence nazie sur le journal et l'éditeur conduit son éditeur Ernst Whitsun à être interné par le gouvernement militaire britannique pendant neuf mois à partir de septembre 1945. Les actifs de l'édition sont placés sous le contrôle du gouvernement militaire et d'un fiduciaire nommé pour l'entreprise.
Le Cellesche Zeitung n'est ensuite plus autorisée à paraître jusqu'à la fin de l'obligation de licence et l'octroi de la liberté de la presse en 1949.